# ويليس إي. روبنسون
ويليس إي. روبنسون (بالإنجليزية: Willis E. Robinson)‏ هو سياسي أمريكي، ولد في 1 مارس 1854، وتوفي في 28 يونيو 1937.